# ویلیام ای. باردین
ویلیام آلن باردین (انگلیسی: William A. Bardeen؛ زاده ۱۵ سپتامبر ۱۹۴۱) فیزیک‌دان نظری اهل ایالات متحده آمریکا و فرزند دوم جان باردین، فیزیک‌دان آمریکایی، است. او در آزمایشگاه فرمی کار می‌کند.